# Kaja Rysz
Kaja Rysz (* 10. April 1999 in Rymanów-Zdrój) ist eine polnische Radrennfahrerin, die im Straßenradsport aktiv ist.

## Sportlicher Werdegang
Rysz starte ihre Karriere im Radsport beim Team MAT Atom Deweloper Wrocław, wo sie zunächst für das Juniorenteam, ab 2018 im Eliteteam fuhr. In den ersten Jahren blieb sie ohne nennenswerte Ergebnisse, der zehnte Platz beim 2 Districtenpijl 2022 war ihre erste Top-10-Platzierung bei einem internationalen Rennen. 2023 und 2024 fuhr sie für das britische Team Lifeplus Wahoo und platzierte sich in beiden Jahren mehrfach unter den Top 10, als Etappendritte bei der Tour de Pologne Women 2024 stand sie erstmals auf dem Podium eines internationalen Rennens.
Nach Auflösung ihres Teams erhielt Rysz zur Saison 2025 einen Vertrag beim UCI Women’s WorldTeam Roland. Bei einer Serie von Straßenradrennen in El Salvador gewann sie im April im Massensprint den Grand Prix Surf City.

## Erfolge
2025
- Grand Prix Surf City